# Hugo González Durán
Hugo Alfonso González Durán (San Luis Potosí, 1 de agosto de 1990) es un futbolista mexicano, juega de guardameta y su equipo actual es el Deportivo Toluca de la Primera División de México.

## Trayectoria

### Inicios y Club América
Surgido de las fuerzas básicas del Club América, debutaría el 11 de febrero de 2012 al entrar de cambio por Moisés Muñoz en el partido contra el Atlas de Guadalajara.
Durante el Apertura 2012 y el Clausura 2013, el joven guardameta jugó de titular por el entonces lesionado Moisés Muñoz. Asimismo, fue titular en la mayor parte de la Copa MX Apertura 2012 así como de toda la Copa MX Clausura 2013. También jugó toda la Concacaf Liga Campeones 2013-14.
Para el Clausura 2015 tuvo actividad en algunos partidos de la liga por la lesión de Moisés Muñoz al igual que en la Concacaf Liga Campeones 2014-15 jugando las semifinales de ida y vuelta, y el partido de ida de la final. Para la vuelta de la final, Moisés Muñoz ya estaba recuperado. Fue titular en el partido contra Santos por el trofeo de Campeón de Campeones 2014-15 y arrancó como titular el Apertura 2015 del fútbol mexicano porque Moisés Muñoz se encontraba con la selección mexicana en la Copa de Oro 2015.
Tetracampeón con la Sub-20 del América, con la que se coronó desde el Apertura 2010 hasta el Clausura 2012. Fue dos veces campeón con el Club América en el Clausura 2013 y en el Apertura 2014, al igual que dos subcampeonatos en el Apertura 2013 y el Apertura 2016. En el Clausura 2016, ante una lesión de Muñoz, logra la titularidad en este torneo.

### Club de Fútbol Monterrey
Tras finalizar el Apertura 2016 fue puesto transferible debido a que no entraba más en los planes del técnico Ricardo La Volpe.
El 26 de diciembre de 2016 se hizo oficial el traspaso de Hugo González al Club de Fútbol Monterrey, convirtiéndose en el tercer refuerzo de Rayados de cara al Clausura 2017.

### Club Necaxa
El 23 de mayo de 2018 se oficializa su llegada al Necaxa.

## Selección nacional

### Selección absoluta
| Club               | País   | PJ | Periodo         |
| ------------------ | ------ | -- | --------------- |
| Selección Mexicana | México | 4  | 2018 - Presente |

El 31 de enero de 2017, tras buenas actuaciones con el Monterrey, el técnico Juan Carlos Osorio lo convocó a la Selección nacional para el partido amistoso ante Islandia.
En agosto de 2018, fue convocado por el técnico interino Ricardo Ferretti, para los partidos amistosos contra Uruguay y Estados Unidos.

## Palmarés

### Campeonatos nacionales
| Título               | Club      | País           | Año  |
| -------------------- | --------- | -------------- | ---- |
| Liga MX              | América   | México         | 2013 |
| Liga MX              | América   | México         | 2014 |
| Copa MX              | Monterrey | México         | 2017 |
| Supercopa MX         | Necaxa    | Estados Unidos | 2018 |
| Copa MX              | Monterrey | México         | 2020 |
| Campeón de Campeones | Toluca    | México         | 2025 |

### Campeonatos internacionales
| Título                           | Club                | País           | Año     |
| -------------------------------- | ------------------- | -------------- | ------- |
| Liga de Campeones de la Concacaf | América             | Canadá         | 2014-15 |
| Concacaf Liga Campeones          | América             | México         | 2015-16 |
| Copa de Oro de la Concacaf       | Selección de México | Estados Unidos | 2019    |

### Distinciones individuales
| Distinción                                                   | Año     |
| ------------------------------------------------------------ | ------- |
| Guante de Oro al mejor portero de la Concacaf Liga Campeones | 2015-16 |